# Zarkov
Zarkov (del ruso: Зарьков) es un jútor del raión de Gulkévichi del krai de Krasnodar, en el sur de Rusia. Está situado en la orilla izquierda del río Zelenchuk Vtorói, afluente del Kubán, 27 km al sur de Gulkévichi y 137 km al este de Krasnodar, la capital del krai. Tenía 14 habitantes en 2010.
Pertenece al municipio Soyuz Chetrij Jutora.